# Ходаки (Логойський район)
Ходаки — (біл. вёска Хадакі), село (веска) в складі Логойського району розташоване в Мінській області Білорусі, підпорядковане Крайській сільській раді.
Село Ходаки розташоване в центральних районах Білорусі, в північній частині Мінської області - орієнтовне розташування.